# Assedio di Takabaru
L'assedio di Takabaru avvenne nell'ottobre del 1576 quando le forze di Shimazu Yoshihisa assediarono e conquistarono la fortezza di Takabaru, roccaforte principale del clan Itō. La famiglia Shimazu, che aveva già sconfitto gli Itō nel 1572 durante la battaglia di Kizaki diede un colpo decisivo alla famiglia rivale. La guerra continuò e Yoshisuke nel gennaio del 1577 subì un'altra sconfitta a Tozaki-Kamiya. Abbandonato da numerosi servitori, Yoshisuke fuggì nelle terre del clan Ōtomo e il clan Shimazu assorbì tutti i suoi territori.